# شون شاكون
شون شاكون (بالإنجليزية: Shawn Chacón)‏ هو لاعب كرة قاعدة أمريكي، ولد في 23 ديسمبر 1977 في أنكوريج في الولايات المتحدة.

## وصلات خارجية
- شون شاكون على موقع دوري كرة القاعدة الرئيسي (الإنجليزية)
- شون شاكون على موقعبيزبول رفرنس.كوم (الدوري الرئيسي) (الإنجليزية)
- شون شاكون على موقعبيزبول رفرنس.كوم (الدوري الثانوي) (الإنجليزية)
- شون شاكون على موقع إي إس بي إن.كوم (أم.أل.بي) (الإنجليزية)
- شون شاكون على موقع مشجعي الرسوم البيانية (الإنجليزية)